# Vuurtetra
De vuurtetra (Hyphessobrycon amandae) is een straalvinnige vissensoort uit de familie van de karperzalmen (Characidae). De wetenschappelijke naam van de soort is voor het eerst geldig gepubliceerd in 1987 door Géry & Uj.
De typelocatie is de Rio das Mortes 100 km boven de samenvloeiing met de Braço Maior van de Rio Araguaia, in Mata Grosso, Brazilië. Hoe ver het verspreidingsgebied reikt is niet duidelijk en verdere informatie is schaars. Het is een kleine zoetwatervis van 1,5 - 2,0 cm lengte en een scholenvis. Het is een relatief nieuwe soort in de aquariumwereld, maar erg populair omdat het een rustige en geschikte soort is voor een klein aquarium, prachtig roodoranje van kleur is enrelatief gemakkelijk te houden. De soort wordt ook gekweekt.